# Schrandele
Schrandele är en bergstopp i Österrike. Den ligger i distriktet Innsbruck-Land och förbundslandet Tyrolen, i den västra delen av landet. Toppen på Schrandele är 3 393 meter över havet.
Den högsta punkten i närheten är Schrankogel, 3 497 meter över havet, 1,5 km sydväst om Schrandele.
Trakten runt Schrandele består i huvudsak av kala bergstoppar och isformationer.